# Francis Napier, 10:e lord Napier
Francis Napier, skotsk baron Napier och sedan 1872 brittisk baron Ettrick (kallad lord Napier and Ettrick), född 15 september 1819, död 19 december 1898 i Florens, var en brittisk ämbetsman.

## Biografi
Napier inträdde 1840 på diplomatbanan, blev envoyé 1857 i Washington, D.C. och 1858 i Haag samt ambassadör 1860 i Sankt Petersburg och 1864 i Berlin, vilken stad han lämnade i december 1865. 1866-72 var han guvernör i Madras och fungerade efter mordet på lord Mayo sistnämnda år som interimistisk vicekung i Indien tills efterträdaren, lord Northbrook, ankom.

## Utmärkelser
- Tistelorden[8]

[Redigera Wikidata]